# Kuniyoshi Utagawa
Kuniyoshi Utagawa (jap. 歌川 国芳 Utagawa Kuniyoshi; ur. 1 stycznia 1798 w Edo, zm. 14 kwietnia 1861 tamże) – japoński malarz, uważany za jednego z ostatnich wielkich twórców ukiyo-e.

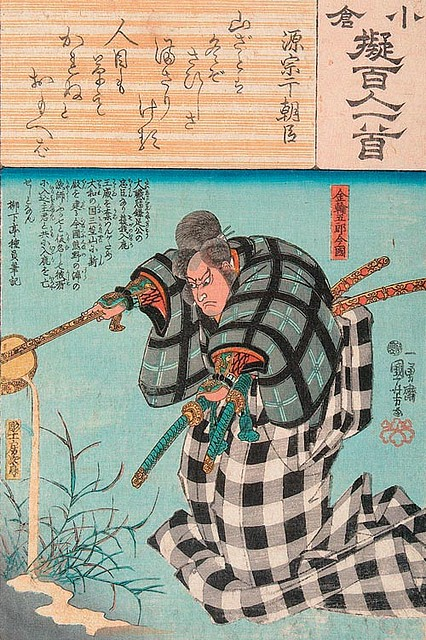
Drzeworyt Kuniyoshiego Utagawy ze zbiorów Muzeum Narodowego w Warszawie

Naprawdę nazywał się Magosaburō Igusa, kształcił się u Kunisady Utagawy. Zajmował się drzeworytem i ilustratorstwem książkowym. Malował pejzaże, zwierzęta, sceny teatralne, zasłynął obrazkami przedstawiającymi żołnierzy. Stworzył własny, ekspresyjny styl, często uwieczniając fantastyczne i upiorne sceny. W jego twórczości zauważalny jest wpływ sztuki europejskiej, przejawiający się zwłaszcza w stosowaniu perspektywy.